# Société de roses
Les sociétés de roses sont des associations à but non lucratif d'amateurs de roses qui sont constituées au niveau local ou national. Elles réunissent des personnes, professionnels ou particuliers, désireuses d'échanger et d'améliorer leurs connaissances sur les roses et les rosiers ou dans certains cas des associations. 

## Activités
Parmi leurs activités, les sociétés de roses publient souvent un bulletin d'information ou une revue (souvent relayé de nos jours par un site Internet) et constituent une bibliothèque ou un centre de documentation. Elles organisent périodiquement des conférences et colloque sur les roses. Elles peuvent aussi gérer une collection de rosiers ou une roseraie et certaines organisent des compétitions visant à distinguer de nouvelles obtentions.   
Certaines de ces associations peuvent se spécialiser sur des sujets particuliers, il existe ainsi des sociétés dédiées aux roses anciennes, telle l'association « Rosa Gallica », fondée en France en 1998.

## Histoire
La première société de roses fut créée en Angleterre le 7 décembre 1876 au Club d'horticulture de Londres, elle est à l'origine de la Royal National Rose Society. Des associations similaires sont nées à la fin du XIXe siècle en Allemagne, aux États-Unis, en France notamment. De nombreuses associations ont vu le jour par la suite, surtout depuis la fin de la Seconde Guerre mondiale, dans tous les continents.
En 1968, est née à Londres la Fédération mondiale des sociétés de roses, avec au départ comme adhérents huit sociétés nationales de roses représentant cinq pays anglo-saxons (Afrique du Sud, Australie, États-Unis, Nouvelle-Zélande et Royaume-Uni) plus la Belgique, Israël et la Roumanie. Actuellement la fédération compte 36 membres plus six membres associés.

## Liste des sociétés de roses

### Affiliées à la fédération mondiale
- Afrique du Sud : Federation of Rose Societies of South Africa
- Allemagne : Gesellschaft Deutscher Rosenfreunde
- Argentine : Asociación Argentina de Rosicultura
- Australie : National Rose Society of Australia
- Autriche : Osterreichische Rosenfreunde Garten-Gesellschaft
- Bangladesh : National Rose Society of Bangladesh
- Belgique : Société royale nationale 'Les Amis de la rose'
- Bermudes : Bermuda Rose Society
- Canada : Société canadienne des roses
- Chili : Asociación Chilena de la Rosa
- Chine : China Rose Society
- Danemark : Det Danske Rosenselskab
- Finlande : Suomen Ruususeura
- Espagne : Asociación Española de la Rose
- États-Unis : American Rose Society
- France : Société française des roses
- Grèce : The Hellenic Rose Society
- Inde : Indian Rose Federation
- Irlande du Nord : Rose Society of Northern Ireland
- Israël : The Jerusalem Foundation
- Italie : Associazione Italiana della Rosa
- Japon : Japan Rose Society
- Luxembourg : Letzeburger Rousefrënn
- Nouvelle-Zélande : New Zealand Rose Society Inc.
- Norvège : Norsk Roseforening
- Pakistan : Pakistan National Rose Society
- Pays-Bas : De Nederlandse Rozenvereniging
- Pologne : Polski Towarzystwo Milosników Ró�z
- République tchèque : Czech Rosa Club
- Roumanie : Asociatia Amicii Rozelor din Romania
- Royaume-Uni : Royal National Rose Society
- Russie : Russian Association of Rosarians
- Slovaquie : Rosa Klub Zvolen - Slovakia
- Slovénie : Drustvo Ljubiteljev Vrtnic Slovenije
- Suède : Svenska Rosensällskapet
- Suisse : Société suisse des roses
- Uruguay : Asociación Uruguaya de la Rose
- Zimbabwe : Rose Society of Zimbabwe

### Autres sociétés de roses
- États-Unis : Heritage Rose Foundation